# 乔丹·哈特
乔丹·哈特（英語：Jordan Hart，1995年1月26日—），威爾斯女子羽毛球運動員，曾於2021至2022年加入波蘭國家羽毛球隊。

## 簡歷
2015年5月，乔丹·哈特出戰希臘羽毛球國際賽，與愛爾蘭選手西尼德·钱伯斯合作打進女子雙打比賽四強。

## 主要比賽成績
只列出曾進入準決賽的國際賽事成績：
| 年份   | 賽事                         | 公開賽級別 | 項目     | 拍檔          | 成績   |
| ------ | ---------------------------- | ---------- | -------- | ------------- | ------ |
| 2015年 | 希臘羽毛球國際賽             | 國際系列賽 | 女子雙打 | 西尼德·钱伯斯 | 準決賽 |
| 2016年 | 保加利亞羽毛球國際賽         | 未來系列賽 | 女子單打 | －            | 準決賽 |
| 2017年 | 波蘭羽毛球國際賽             | 國際系列賽 | 女子單打 | －            | 亞軍   |
| 2017年 | 威爾斯羽毛球國際賽           | 未來系列賽 | 女子單打 | －            | 準決賽 |
| 2018年 | 斯洛文尼亞羽毛球國際賽       | 國際系列賽 | 女子單打 | －            | 準決賽 |
| 2018年 | 立陶宛羽毛球國際賽           | 未來系列賽 | 女子單打 | －            | 亞軍   |
| 2018年 | 波蘭羽毛球國際賽             | 國際系列賽 | 女子單打 | －            | 準決賽 |
| 2018年 | 威爾斯羽毛球國際賽           | 國際系列賽 | 女子單打 | －            | 準決賽 |
| 2019年 | 斯洛伐克羽毛球公開賽         | 未來系列賽 | 女子單打 | －            | 亞軍   |
| 2019年 | 牙買加羽毛球國際賽           | 國際系列賽 | 女子單打 | －            | 冠軍   |
| 2019年 | 吉拉爾迪拉羽毛球賽           | 未來系列賽 | 女子單打 | －            | 冠軍   |
| 2019年 | 拉脫維亞羽毛球國際賽         | 未來系列賽 | 女子單打 | －            | 冠軍   |
| 2019年 | 加勒比地區羽毛球聯合會國際賽 | 國際系列賽 | 女子單打 | －            | 冠軍   |
| 2019年 | 加勒比地區羽毛球聯合會國際賽 | 國際系列賽 | 混合雙打 | 山姆·帕森斯   | 準決賽 |
| 2019年 | 波蘭羽毛球國際賽             | 國際系列賽 | 女子單打 | －            | 冠軍   |
| 2019年 | 埃及羽毛球國際賽             | 國際系列賽 | 女子單打 | －            | 亞軍   |
| 2020年 | 牙買加羽毛球國際賽           | 國際系列賽 | 女子單打 | －            | 準決賽 |
| 2023年 | 冰島羽毛球國際賽             | 未來系列賽 | 女子單打 | －            | 準決賽 |

| 2007-2017年 | 首要超級賽 | 超級賽 | 黃金大獎賽 | 大獎賽 | 國際挑戰賽 | 國際系列賽 | 未來系列賽 | 其他 |

| 2018-2026年 | 總決賽 | 超級1000賽 | 超級750賽 | 超級500賽 | 超級300賽 | 超級100賽 | 國際挑戰賽 | 國際系列賽 | 未來系列賽 | 其他 |